# Internazionali BNL d'Italia 2023
Internazionali BNL d'Italia 2023 (còn được biết đến với Rome Masters hoặc Giải quần vợt Ý Mở rộng) là một giải quần vợt chuyên nghiệp thi đấu trên mặt sân đất nện ngoài trời tại Foro Italico ở Rome, Ý. Đây là lần thứ 80 giải đấu được tổ chức và là một phần của ATP Tour Masters 1000 trong ATP Tour 2023 và WTA 1000 trong WTA Tour 2023.
Đây là lần đầu tiên giải đấu diễn ra trong hai tuần và vòng đấu chính của nội dung đơn nam và đơn nữ có 96 tay vợt tham dự.

## Điểm và tiền thưởng

### Phân phối điểm
| Sự kiện | VĐ   | CK  | BK  | TK  | Vòng 1/16 | Vòng 1/32 | Vòng 1/64 | Vòng 1/96 | Q  | Q2 | Q1 |
| Đơn nam | 1000 | 600 | 360 | 180 | 90        | 45        | 25*       | 10        | 16 | 8  | 0  |
| Đôi nam | 1000 | 600 | 360 | 180 | 90        | 0         | —         | —         | —  | —  | —  |
| Đơn nữ  | 1000 | 650 | 390 | 215 | 120       | 65        | 35*       | 10        | 30 | 20 | 2  |
| Đôi nữ  | 1000 | 650 | 390 | 215 | 120       | 10        | —         | —         | —  | —  | —  |

* Tay vợt miễn được nhận điểm vòng 1.

### Tiền thưởng
| Sự kiện  | VĐ         | CK       | BK       | TK       | Vòng 1/16 | Vòng 1/32 | Vòng 1/64 | Vòng 1/96 | Q2     | Q1     |
| Đơn nam  | €1,105,265 | €580,000 | €308,790 | €161,525 | €84,900   | €48,835   | €27,045   | €16,340   | €8,265 | €4,510 |
| Đơn nữ   | €521,754   | €272,200 | €143,490 | €73,930  | €39,130   | €22,700   | €12,652   | €7,828    | €5,982 | €3,110 |
| Đôi nam* | €382,420   | €202,850 | €108,190 | €54,840  | €29,300   | €15,780   | —         | —         | —      | —      |
| Đôi nữ*  | €182,170   | €96,430  | €51,790  | €25,900  | €13,840   | €7,590    | —         | —         | —      | —      |

*mỗi đội

## Nội dung đơn ATP

### Hạt giống
Dưới đây là những tay vợt được xếp loại hạt giống. Hạt giống dựa trên bảng xếp hạng ATP vào ngày 8 tháng 5 năm 2023. Xếp hạng và điểm trước vào ngày 8 tháng 5 năm 2023.
| Hạt giống | Xếp hạng | Tay vợt                     | Điểm trước | Điểm bảo vệ | Điểm thắng | Điểm sau | Thực trạng                                  |
| --------- | -------- | --------------------------- | ---------- | ----------- | ---------- | -------- | ------------------------------------------- |
| 1         | 1        | Novak Djokovic              | 6,775      | 1,000       | 45         | 5,820    | Vòng 3 vs. Grigor Dimitrov [26]             |
| 2         | 2        | Carlos Alcaraz              | 6,770      | 0           | 45         | 6,815    | Vòng 3 vs.                                  |
| 3         | 3        | Daniil Medvedev             | 5,330      | 0           | 10         | 5,330    | Vòng 2 vs. Emil Ruusuvuori                  |
| 4         | 4        | Casper Ruud                 | 5,165      | 360+250     | 45+0       | 4,600    | Vòng 3 vs. Alexander Bublik                 |
| 5         | 5        | Stefanos Tsitsipas          | 5,015      | 600         | 10         | 4,425    | Vòng 2 vs. Nuno Borges                      |
| 6         | 6        | Andrey Rublev               | 4,190      | 10          | 45         | 4,225    | Vòng 3 vs. Alejandro Davidovich Fokina [27] |
| 7         | 7        | Holger Rune                 | 3,865      | 90†         | 45         | 3,820    | Vòng 3 vs. Fabio Fognini [WC]               |
| 8         | 8        | Jannik Sinner               | 3,525      | 180         | 45         | 3,390    | Vòng 3 vs. Alexander Shevchenko [LL]        |
| 9         | 9        | Taylor Fritz                | 3,380      | 0           | 10         | 3,390    | Vòng 2 vs. Yannick Hanfmann [Q]             |
| 10        | 10       | Félix Auger-Aliassime       | 3,235      | 180         | 10         | 3,065    | Vòng 2 thua trước Alexei Popyrin [Q]        |
| 11        | 11       | Karen Khachanov             | 3,025      | 90          | 10         | 2,945    | Vòng 2 thua trước Grégoire Barrère          |
| 12        | 12       | Frances Tiafoe              | 2,755      | 10          | 10         | 2,755    | Vòng 2 vs. Daniel Altmaier [Q]              |
| 13        | 13       | Cameron Norrie              | 2,680      | 45+250      | 45+45      | 2,475    | Vòng 3 vs. Márton Fucsovics                 |
| 14        | 15       | Hubert Hurkacz              | 2,525      | 10          | 10         | 2,525    | Vòng 2 thua trước J. J. Wolf                |
| 15        | 16       | Borna Ćorić                 | 2,240      | 10          | 45         | 2,275    | Vòng 3 vs. Roberto Carballés Baena          |
| 16        | 17       | Tommy Paul                  | 2,170      | 45          | 10         | 2,135    | Vòng 2 thua trước Cristian Garín            |
| 17        | 18       | Alex de Minaur              | 1,995      | 90+90       | 10+45      | 1,870    | Vòng 2 thua trước Márton Fucsovics          |
| 18        | 19       | Lorenzo Musetti             | 1,960      | (20)‡       | 10         | 1,950    | Vòng 2 vs. Matteo Arnaldi [WC]              |
| 19        | 22       | Alexander Zverev            | 1,630      | 360         | 10         | 1,280    | Vòng 2 vs. David Goffin                     |
| 20        | 24       | Dan Evans                   | 1,480      | 10          | 10         | 1,480    | Vòng 2 thua trước Roberto Carballés Baena   |
| 21        | 25       | Roberto Bautista Agut       | 1,475      | 0           | 10         | 1,485    | Vòng 2 vs. Marco Cecchinato                 |
| 22        | 29       | Sebastian Korda             | 1,265      | 10          | 10         | 1,265    | Vòng 2 thua trước Roman Safiullin [Q]       |
| 23        | 30       | Botic van de Zandschulp     | 1,250      | 45          | 10         | 1,215    | Vòng 2 thua trước Laslo Djere               |
| 24        | 31       | Francisco Cerúndolo         | 1,200      | 35          | 45         | 1,210    | Vòng 3 vs. Grégoire Barrère                 |
| 25        | 32       | Yoshihito Nishioka          | 1,171      | 0           | 10         | 1,181    | Vòng 2 thua trước Lorenzo Sonego            |
| 26        | 33       | Grigor Dimitrov             | 1,125      | 45          | 45         | 1,125    | Vòng 3 vs. Novak Djokovic [1]               |
| 27        | 34       | Alejandro Davidovich Fokina | 1,115      | 45          | 45         | 1,115    | Vòng 3 vs. Andrey Rublev [6]                |
| 28        | 35       | Ben Shelton                 | 1,095      | (10)‡       | 10         | 1,095    | Vòng 2 thua trước Alexander Bublik          |
| 29        | 36       | Tallon Griekspoor           | 1,091      | 35+45       | 0+13       | 1,024    | Rút lui do chấn thương                      |
| 30        | 37       | Miomir Kecmanović           | 1,055      | 10          | 10         | 1,055    | Vòng 2 thua trước Fabio Fognini [WC]        |
| 31        | 38       | Bernabé Zapata Miralles     | 1,016      | (20)‡       | 45         | 1,041    | Vòng 3 vs.                                  |
| 32        | 39       | Jiří Lehečka                | 992        | (8)‡        | 10         | 994      | Vòng 2 vs. Fábián Marozsán [Q]              |

† Tay vợt không vượt qua vòng loại ở giải đấu năm 2022, nhưng có điểm bảo vệ từ Lyon.

‡ Tay vợt không vượt qua vòng loại ở giải đấu năm 2022. Thay vào đó, điểm tốt nhất của lần 19 sẽ được thay thế vào.

#### Tay vợt rút lui khỏi giải đấu
Dưới đây là những tay vợt được xếp loại hạt giống, nhưng rút lui trước khi giải đấu bắt đầu.
| Xếp hạng | Tay vợt             | Điểm trước | Điểm giảm | Điểm sau | Lý do rút lui            |
| -------- | ------------------- | ---------- | --------- | -------- | ------------------------ |
| 14       | Rafael Nadal        | 2,535      | 90        | 2,445    | Chấn thương hông         |
| 20       | Matteo Berrettini   | 1,832      | 0         | 1,832    | Chấn thương bụng         |
| 21       | Pablo Carreño Busta | 1,785      | 45        | 1,740    | Chấn thương khuỷu tay    |
| 23       | Marin Čilić         | 1,600      | 90        | 1,510    | Chấn thương đầu gối      |
| 26       | Nick Kyrgios        | 1,465      | 0         | 1,465    | Chấn thương đầu gối trái |
| 27       | Denis Shapovalov    | 1,390      | 180       | 1,210    | Chấn thương đầu gối      |

### Vận động viên khác
Đặc cách:
- Matteo Arnaldi
- Fabio Fognini
- Luca Nardi
- Francesco Passaro
- Giulio Zeppieri

Bảo toàn thứ hạng:
- Jérémy Chardy
- Hugo Dellien
- Kyle Edmund
- Guido Pella

Vượt qua vòng loại:
- Alexei Popyrin
- Daniel Altmaier
- Alexandre Müller
- Arthur Fils
- Pedro Martínez
- Roman Safiullin
- Juan Manuel Cerúndolo
- Stefano Napolitano
- Yannick Hanfmann
- Flavio Cobolli
- Fábián Marozsán
- Thanasi Kokkinakis

Thua cuộc may mắn:
- Alexander Shevchenko
- Hugo Grenier

### Rút lui
- Matteo Berrettini → thay thế bởi  Christopher O'Connell
- Benjamin Bonzi → thay thế bởi  Filip Krajinović
- Jenson Brooksby → thay thế bởi  Marco Cecchinato
- Pablo Carreño Busta → thay thế bởi  Stan Wawrinka
- Marin Čilić → thay thế bởi  Ugo Humbert
- Federico Coria → thay thế bởi  David Goffin
- Jack Draper → thay thế bởi  Jaume Munar
- Tallon Griekspoor → thay thế bởi  Alexander Shevchenko
- Quentin Halys → thay thế bởi  Hugo Grenier
- John Isner → thay thế bởi  Cristian Garín
- Nick Kyrgios → thay thế bởi  Thiago Monteiro
- Rafael Nadal → thay thế bởi  Luca Van Assche
- Denis Shapovalov → thay thế bởi  Jérémy Chardy
- Mikael Ymer → thay thế bởi  Juan Pablo Varillas

## Nội dung đôi ATP

### Hạt giống
| Quốc gia | Tay vợt           | Quốc gia | Tay vợt                | Xếp hạng | Hạt giống |
| -------- | ----------------- | -------- | ---------------------- | -------- | --------- |
| NED      | Wesley Koolhof    | GBR      | Neal Skupski           | 2        | 1         |
| USA      | Rajeev Ram        | GBR      | Joe Salisbury          | 9        | 2         |
| CRO      | Ivan Dodig        | USA      | Austin Krajicek        | 9        | 3         |
| ESA      | Marcelo Arévalo   | NED      | Jean-Julien Rojer      | 14       | 4         |
| CRO      | Nikola Mektić     | CRO      | Mate Pavić             | 19       | 5         |
| GBR      | Lloyd Glasspool   | FIN      | Harri Heliövaara       | 24       | 6         |
| IND      | Rohan Bopanna     | AUS      | Matthew Ebden          | 26       | 7         |
| MEX      | Santiago González | FRA      | Édouard Roger-Vasselin | 30       | 8         |

- Bảng xếp hạng vào ngày 8 tháng 5 năm 2023.

### Vận động viên khác
Đặc cách:
- Federico Arnaboldi /  Gianmarco Ferrari
- Lorenzo Musetti /  Giulio Zeppieri
- Andrea Pellegrino /  Andrea Vavassori

### Rút lui
- Tallon Griekspoor /  Botic van de Zandschulp → thay thế bởi  Robin Haase /  Botic van de Zandschulp
- Nathaniel Lammons /  Jackson Withrow → thay thế bởi  Nathaniel Lammons /  John Peers
- Rafael Matos /  David Vega Hernández → thay thế bởi  Maxime Cressy /  David Vega Hernández

## Nội dung đơn WTA

### Hạt giống
Dưới đây là những tay vợt được xếp loại hạt giống. Hạt giống dựa trên bảng xếp hạng WTA vào ngày 24 tháng 4 năm 2023. Xếp hạng và điểm trước vào ngày 8 tháng 5 năm 2023.
| Hạt giống | Xếp hạng | Tay vợt               | Điểm trước | Điểm bảo vệ   | Điểm thắng | Điểm sau | Thực trạng                                  |
| --------- | -------- | --------------------- | ---------- | ------------- | ---------- | -------- | ------------------------------------------- |
| 1         | 1        | Iga Świątek           | 9,625      | 900           | 65         | 8,790    | Vòng 3 vs. Lesia Tsurenko                   |
| 2         | 2        | Aryna Sabalenka       | 7,881      | 350           | 10         | 7,541    | Vòng 2 thua trước Sofia Kenin [PR]          |
| 3         | 3        | Jessica Pegula        | 5,300      | 105           | 10         | 5,205    | Vòng 2 thua trước Taylor Townsend [Q]       |
| 4         | 7        | Ons Jabeur            | 4,116      | 585           | 10         | 3,541    | Vòng 2 thua trước Paula Badosa              |
| 5         | 4        | Caroline Garcia       | 5,025      | (100)†        | 65         | 5,025&   | Vòng 3 thua trước Camila Osorio [Q]         |
| 6         | 5        | Coco Gauff            | 4,345      | 105           | 65         | 4,305    | Vòng 3 vs. Marie Bouzková [27]              |
| 7         | 6        | Elena Rybakina        | 4,195      | 105           | 65         | 4,155    | Vòng 3 vs. Anna Kalinskaya                  |
| 8         | 9        | Daria Kasatkina       | 3,505      | 350           | 65         | 3,220    | Vòng 3 vs. Julia Grabher                    |
| 9         | 8        | Maria Sakkari         | 3,516      | 190           | 65         | 3,391    | Vòng 3 vs. Markéta Vondroušová [PR]         |
| 10        | 13       | Barbora Krejčíková    | 2,616      | (1)‡          | 65         | 2,680    | Vòng 3 vs. Jeļena Ostapenko [20]            |
| 11        | 12       | Veronika Kudermetova  | 2,660      | (100)†        | 120        | 2,680    | Vòng 4 vs.                                  |
| 12        | 15       | Beatriz Haddad Maia   | 2,206      | (1)‡          | 120        | 2,325    | Vòng 4 vs. Camila Osorio [Q]                |
| 13        | 14       | Karolína Plíšková     | 2,245      | 110§          | (25)†      | 2,160    | Vòng 2 thua trước Anna Bondár [Q]           |
| 14        | 17       | Victoria Azarenka     | 2,127      | 105           | 65         | 2,087    | Vòng 3 vs. Madison Keys [19]                |
| 15        | 22       | Ekaterina Alexandrova | 1,775      | 60            | 10‡        | 1,725    | Vòng 2 thua trước Camila Giorgi             |
| 16        | 16       | Liudmila Samsonova    | 2,172      | 1             | 65         | 2,236    | Vòng 3 vs. Donna Vekić [21]                 |
| 17        | 19       | Magda Linette         | 1,820      | 60§           | 65         | 1,825    | Vòng 3 thua trước Beatriz Haddad Maia [12]  |
| 18        | 18       | Martina Trevisan      | 1,878      | 280§          | 10         | 1,608    | Vòng 2 thua trước Karolína Muchová          |
| 19        | 23       | Madison Keys          | 1,742      | 1             | 65         | 1,806    | Vòng 3 vs. Victoria Azarenka [14]           |
| 20        | 20       | Jeļena Ostapenko      | 1,795      | (55)†         | 65         | 1,805    | Vòng 3 vs. Barbora Krejčiková [10]          |
| 21        | 24       | Donna Vekić           | 1,713      | (20)‡         | 65         | 1,758    | Vòng 3 vs. Liudmila Samsonova [16]          |
| 22        | 21       | Zheng Qinwen          | 1,784      | (1)†          | 120        | 1,903    | Vòng 4 vs. Wang Xiyu                        |
| 23        | 25       | Anastasia Potapova    | 1,601      | (1)‡          | 65         | 1,665    | Vòng 3 thua trước Veronika Kudermetova [11] |
| 24        | 31       | Bianca Andreescu      | 1,322      | 190           | 10         | 1,142    | Vòng 2 thua trước Markéta Vondroušová [PR]  |
| 25        | 26       | Elise Mertens         | 1,474      | 60§           | (25)†      | 1,439    | Vòng 2 thua trước Anna Kalinskaya           |
| 26        | 58       | Jil Teichmann         | 948        | 190           | 10         | 768      | Vòng 2 thua trước Julia Grabher             |
| 27        | 38       | Marie Bouzková        | 1,213      | (15)†         | 65         | 1,263    | Vòng 3 vs. Coco Gauff [6]                   |
| 28        | 32       | Bernarda Pera         | 1,315      | (1)‡+(95+30)^ | 10+25+13   | 1,237    | Vòng 2 thua trước Lesia Tsurenko            |
| 29        | 28       | Petra Martić          | 1,395      | 135           | 10         | 1,270    | Vòng 2 thua trước Camila Osorio [Q]         |
| 30        | 47       | Anhelina Kalinina     | 1,067      | 60            | 120        | 1,127    | Vòng 4 vs.                                  |
| 31        | 27       | Irina-Camelia Begu    | 1,443      | (1)†          | 10         | 1,452    | Vòng 2 thua trước Wang Xiyu                 |
| 32        | 40       | Marta Kostyuk         | 1,190      | 30            | 65         | 1,225    | Vòng 3 vs. Paula Badosa                     |

† Điểm từ kết quả tốt nhất của lần 16 (đối với điểm bảo vệ) hoặc kết quả tốt nhất của lần 17 (đối với điểm giành được), trong mỗi tay vợt vào ngày 8 tháng 5 năm 2023.

‡ Điểm từ giải đấu WTA 1000 không mandatory tốt thứ hai của tay vợt, được tính vào xếp hạng.

§ Tay vợt chỉ có điểm bảo vệ từ Rabat hoặc Strasbourg.

^ Tay vợt có điểm bảo vệ từ Karlsruhe (WTA 125) và Strasbourg.

& Không thay đổi điểm vì điểm từ giải đấu này không được tính là một trong 16 kết quả tốt nhất của tay vợt.

#### Tay vợt rút lui khỏi giải đấu
Dưới đây là những tay vợt được xếp loại hạt giống, nhưng rút lui trước khi giải đấu bắt đầu.
| Xếp hạng | Tay vợt        | Điểm trước | Điểm giảm | Điểm sau | Lý do rút lui         |
| -------- | -------------- | ---------- | --------- | -------- | --------------------- |
| 10       | Petra Kvitová  | 3,162      | (1) †     | 3,162    | Chấn thương chân phải |
| 11       | Belinda Bencic | 2,750      | 60 †      | 2,750    | Chấn thương hông      |
| 29       | Zhang Shuai    | 1,385      | 60 †      | 1,355    |                       |

† Điểm giảm được thay thế bằng điểm từ kết quả tốt nhất tiếp theo của tay vợt.

### Vận động viên khác
Đặc cách:
- Nuria Brancaccio
- Diletta Cherubini
- Sara Errani
- Matilde Paoletti
- Lisa Pigato
- Camilla Rosatello
- Dalila Spiteri
- Lucrezia Stefanini

Bảo toàn thứ hạng:
- Sofia Kenin
- Anastasia Pavlyuchenkova
- Nadia Podoroska
- Barbora Strýcová
- Elina Svitolina
- Markéta Vondroušová

Vượt qua vòng loại:
- Viktoriya Tomova
- Dayana Yastremska
- Ysaline Bonaventure
- Anna-Lena Friedsam
- Anna Bondár
- Elena-Gabriela Ruse
- Taylor Townsend
- Tereza Martincová
- Camila Osorio
- Magdalena Fręch
- Arantxa Rus
- Nao Hibino

Thua cuộc may mắn:
- Kamilla Rakhimova

### Rút lui
- &  Amanda Anisimova → thay thế bởi  Maryna Zanevska
- &  Belinda Bencic → thay thế bởi  Tatjana Maria
- &  Danielle Collins → thay thế bởi  Lesia Tsurenko
- Simona Halep → thay thế bởi  Anett Kontaveit
- &  Petra Kvitová → thay thế bởi  Lucia Bronzetti
- &  Emma Raducanu → thay thế bởi  Danka Kovinić
- &  Kateřina Siniaková → thay thế bởi  Cristina Bucșa
- Ajla Tomljanović → thay thế bởi  Alizé Cornet
- &  Patricia Maria Țig → thay thế bởi  Nuria Párrizas Díaz
- &  Zhang Shuai → thay thế bởi  Katie Volynets
- &  Zhu Lin → thay thế bởi  Kamilla Rakhimova

 – không có trong danh sách tham dự
& – rút lui khỏi danh sách tham dự

## Nội dung đôi WTA

### Hạt giống
| Quốc gia | Tay vợt            | Quốc gia | Tay vợt          | Xếp hạng | Hạt giống |
| -------- | ------------------ | -------- | ---------------- | -------- | --------- |
| USA      | Coco Gauff         | USA      | Jessica Pegula   | 7        | 1         |
| UKR      | Lyudmyla Kichenok  | LAT      | Jeļena Ostapenko | 18       | 2         |
| USA      | Desirae Krawczyk   | NED      | Demi Schuurs     | 21       | 3         |
| AUS      | Storm Hunter       | BEL      | Elise Mertens    | 28       | 4         |
| CAN      | Gabriela Dabrowski | BRA      | Luisa Stefani    | 32       | 5         |
| JPN      | Shuko Aoyama       | JPN      | Ena Shibahara    | 40       | 6         |
| USA      | Asia Muhammad      | MEX      | Giuliana Olmos   | 40       | 7         |
| CHN      | Xu Yifan           | CHN      | Yang Zhaoxuan    | 42       | 8         |

- Bảng xếp hạng vào ngày 24 tháng 4 năm 2023.

### Vận động viên khác
Đặc cách:
- Lucia Bronzetti /  Elisabetta Cocciaretto
- Angelica Moratelli /  Camilla Rosatello
- Jasmine Paolini /  Martina Trevisan

Bảo toàn thứ hạng:
- Marie Bouzková /  Bethanie Mattek-Sands
- Hsieh Su-wei /  Barbora Strýcová
- Sofia Kenin /  Aliaksandra Sasnovich

Thay thế:
- Daria Kasatkina /  Yulia Putintseva

### Rút lui
- Leylah Fernandez /  Taylor Townsend → thay thế bởi  Daria Kasatkina /  Yulia Putintseva

## Nhà vô địch

### Đơn nam
- Daniil Medvedev đánh bại  Holger Rune, 7–5, 7–5

### Đơn nữ
- Elena Rybakina đánh bại  Anhelina Kalinina, 6–4, 1–0, ret.

### Đôi nam
- Hugo Nys /  Jan Zieliński đánh bại  Robin Haase /  Botic van de Zandschulp, 7–5, 6–1

### Đôi nữ
- Storm Hunter /  Elise Mertens đánh bại  Coco Gauff /  Jessica Pegula, 6–4, 6–4